# Eois parva
Eois parva là một loài bướm đêm trong họ Geometridae.